# Bahnstrecke Chabówka–Nowy Sącz
| Ausschnitt Streckenkarte Galizien (um 1900) |                                                                                                   |                                   |                                   |
| Streckennummer: | 104                                                                                               |                                   |                                   |
| Kursbuchstrecke (PKP): | 136                                                                                               |                                   |                                   |
| Streckenlänge: | 76,651 km                                                                                         |                                   |                                   |
| Spurweite: | 1435 mm (Normalspur)                                                                              |                                   |                                   |
| Stromsystem: | Chabówka–Rabka-Zdrój, Marcinkowice–Nowy Sącz Geplant: Chabówka–Fornale, Tymbark–Nowy Sącz: 3 kV = |                                   |                                   |
| Maximale Neigung: | 27 ‰                                                                                              |                                   |                                   |
| Streckengeschwindigkeit: | Geplant:160 km/h                                                                                  |                                   |                                   |
| |                                                                                                   |                                   |                                   |
| \| \| \| von Zakopane \| \| \| \| \| von Sucha Beskidzka \| \| \| \| 0,577 \| Chabówka \| 488 m \| \| \| 1,939 \| Rabka-Zdrój \| 482 m \| \| \| \| Raba \| \| \| \| 5,593 \| Rabka Zaryte \| 453 m \| \| \| 8,500 \| Raba Niżna \| 428 m \| \| \| \| Raba \| \| \| \| 13,381 \| Mszana Dolna Marki \| 397 m \| \| \| 14,951 \| Mszana Dolna \| 402 m \| \| \| \| Mszanka \| \| \| \| 20,812 \| podg. Fornale \| podg. Fornale \| \| \| \| nach Szczyrzyc (im Bau) \| \| \| \| 23,393 \| Kasina Wielka \| 570 m \| \| \| \| Scheitelpunkt \| 608 m \| \| \| 25,959 \| Skrzydlna \| 605 m \| \| \| 30,840 \| Dobra koło Limanowej \| 493 m \| \| \| \| Viadukt Dobra (143 m) \| \| \| \| \| von Podłęże (im Bau) \| \| \| \| 37,160 \| Tymbark \| 400 m \| \| \| \| Łososina \| \| \| \| 40,040 \| Piekiełko \| 380 m \| \| \| 43,200 \| Łososina Górna \| 363 m \| \| \| \| Sowlinka \| \| \| \| 47,017 \| Limanowa \| 415 m \| \| \| \| (Neutrassierung im Bau) \| \| \| \| \| Tunnel Pisarzowa (3800 m; im Bau) \| \| \| \| \| Scheitelpunkt \| \| \| \| 52,458 \| Pisarzowa \| 499 m \| \| \| 56,377 \| Męcina Podgórze \| 435 m \| \| \| \| \| \| \| \| \| Męcina (geplant) \| \| \| \| 59,480 \| Męcina (alt) \| 384 m \| \| \| \| \| \| \| \| 61,979 \| Chomranice \| 343 m \| \| \| 64,384 \| Klęczany \| 298 m \| \| \| \| Kamieniołom Klęczany \| \| \| \| 64,459 \| Klęczany Kss \| 297 m \| \| \| 67,394 \| Marcinkowice \| 274 m \| \| \| 72,905 \| Nowy Sącz Chełmiec \| 283 m \| \| \| \| Dunajec (314 m) \| \| \| \| 74,380 \| Nowy Sącz Miasto \| 284 m \| \| \| \| von Leluchów \| \| \| \| 76,651 \| Nowy Sącz \| 308 m \| \| \| \| nach Tarnów \| \| \| \| \| \| \| \| Quellen: [1][2][3] \| \| \| \| |                                                                                                   |                                   |                                   |
| Strecke |                                                                                                   | von Zakopane                      | von Zakopane                      |
| Abzweig geradeaus und von links |                                                                                                   | von Sucha Beskidzka               | von Sucha Beskidzka               |
| Kopfbahnhof Strecke ab hier außer Betrieb | 0,577                                                                                             | Chabówka                          | 488 m                             |
| Haltepunkt / Haltestelle (Strecke außer Betrieb) | 1,939                                                                                             | Rabka-Zdrój                       | 482 m                             |
| Brücke über Wasserlauf (Strecke außer Betrieb) |                                                                                                   | Raba                              | Raba                              |
| Bahnhof (Strecke außer Betrieb) | 5,593                                                                                             | Rabka Zaryte                      | 453 m                             |
| Haltepunkt / Haltestelle (Strecke außer Betrieb) | 8,500                                                                                             | Raba Niżna                        | 428 m                             |
| Brücke über Wasserlauf (Strecke außer Betrieb) |                                                                                                   | Raba                              | Raba                              |
| Haltepunkt / Haltestelle (Strecke außer Betrieb) | 13,381                                                                                            | Mszana Dolna Marki                | 397 m                             |
| Bahnhof (Strecke außer Betrieb) | 14,951                                                                                            | Mszana Dolna                      | 402 m                             |
| Brücke über Wasserlauf (Strecke außer Betrieb) |                                                                                                   | Mszanka                           | Mszanka                           |
| Blockstelle (Strecke außer Betrieb) | 20,812                                                                                            | podg. Fornale                     | podg. Fornale                     |
| Abzweig geradeaus und nach links (Strecke außer Betrieb) |                                                                                                   | nach Szczyrzyc (im Bau)           | nach Szczyrzyc (im Bau)           |
| Bahnhof (Strecke außer Betrieb) | 23,393                                                                                            | Kasina Wielka                     | 570 m                             |
| Kulminations-/Scheitelpunkt (Strecke außer Betrieb) |                                                                                                   | Scheitelpunkt                     | 608 m                             |
| Haltepunkt / Haltestelle (Strecke außer Betrieb) | 25,959                                                                                            | Skrzydlna                         | 605 m                             |
| Bahnhof (Strecke außer Betrieb) | 30,840                                                                                            | Dobra koło Limanowej              | 493 m                             |
| Brücke (Strecke außer Betrieb) |                                                                                                   | Viadukt Dobra (143 m)             | Viadukt Dobra (143 m)             |
| Abzweig geradeaus und von links (Strecke außer Betrieb) |                                                                                                   | von Podłęże (im Bau)              | von Podłęże (im Bau)              |
| Bahnhof (Strecke außer Betrieb) | 37,160                                                                                            | Tymbark                           | 400 m                             |
| Brücke über Wasserlauf (Strecke außer Betrieb) |                                                                                                   | Łososina                          | Łososina                          |
| Haltepunkt / Haltestelle (Strecke außer Betrieb) | 40,040                                                                                            | Piekiełko                         | 380 m                             |
| Haltepunkt / Haltestelle (Strecke außer Betrieb) | 43,200                                                                                            | Łososina Górna                    | 363 m                             |
| Brücke über Wasserlauf (Strecke außer Betrieb) |                                                                                                   | Sowlinka                          | Sowlinka                          |
| Bahnhof (Strecke außer Betrieb) | 47,017                                                                                            | Limanowa                          | 415 m                             |
| Strecke von links (außer Betrieb) · Abzweig geradeaus und nach rechts (Strecke außer Betrieb) |                                                                                                   | (Neutrassierung im Bau)           | (Neutrassierung im Bau)           |
| Tunnelanfang (Strecke außer Betrieb) · Strecke (außer Betrieb) |                                                                                                   | Tunnel Pisarzowa (3800 m; im Bau) | Tunnel Pisarzowa (3800 m; im Bau) |
| Strecke (außer Betrieb) (im Tunnel) · Kulminations-/Scheitelpunkt (Strecke außer Betrieb) |                                                                                                   | Scheitelpunkt                     | Scheitelpunkt                     |
| Strecke (außer Betrieb) (im Tunnel) · Bahnhof (Strecke außer Betrieb) | 52,458                                                                                            | Pisarzowa                         | 499 m                             |
| Strecke (außer Betrieb) (im Tunnel) · Haltepunkt / Haltestelle (Strecke außer Betrieb) | 56,377                                                                                            | Męcina Podgórze                   | 435 m                             |
| Tunnelende (Strecke außer Betrieb) · Strecke (außer Betrieb) |                                                                                                   |                                   |                                   |
| Bahnhof (Strecke außer Betrieb) · Strecke (außer Betrieb) |                                                                                                   | Męcina (geplant)                  | Męcina (geplant)                  |
| Strecke (außer Betrieb) · Bahnhof (Strecke außer Betrieb) | 59,480                                                                                            | Męcina (alt)                      | 384 m                             |
| Strecke nach links (außer Betrieb) · Abzweig geradeaus und von rechts (Strecke außer Betrieb) |                                                                                                   |                                   |                                   |
| Haltepunkt / Haltestelle (Strecke außer Betrieb) | 61,979                                                                                            | Chomranice                        | 343 m                             |
| Haltepunkt / Haltestelle (Strecke außer Betrieb) | 64,384                                                                                            | Klęczany                          | 298 m                             |
| Abzweig geradeaus und von links (Strecke außer Betrieb) |                                                                                                   | Kamieniołom Klęczany              | Kamieniołom Klęczany              |
| Blockstelle (Strecke außer Betrieb) | 64,459                                                                                            | Klęczany Kss                      | 297 m                             |
| Bahnhof (Strecke außer Betrieb) | 67,394                                                                                            | Marcinkowice                      | 274 m                             |
| Haltepunkt / Haltestelle (Strecke außer Betrieb) | 72,905                                                                                            | Nowy Sącz Chełmiec                | 283 m                             |
| Brücke über Wasserlauf (Strecke außer Betrieb) |                                                                                                   | Dunajec (314 m)                   | Dunajec (314 m)                   |
| Haltepunkt / Haltestelle (Strecke außer Betrieb) | 74,380                                                                                            | Nowy Sącz Miasto                  | 284 m                             |
| Abzweig ehemals geradeaus und von rechts |                                                                                                   | von Leluchów                      | von Leluchów                      |
| Bahnhof | 76,651                                                                                            | Nowy Sącz                         | 308 m                             |
| Strecke |                                                                                                   | nach Tarnów                       | nach Tarnów                       |
| |                                                                                                   |                                   |                                   |
| Quellen: |                                                                                                   |                                   |                                   |

Die Bahnstrecke Chabówka–Nowy Sącz ist eine Eisenbahnverbindung in Polen, die ursprünglich durch den österreichischen Staat als Teil der Galizischen Transversalbahn erbaut und betrieben wurde. Sie schließt in Chabówka an die Bahnstrecke Sucha Beskidzka–Chabówka an und führt in den Beskiden über Rabka-Zdrój und Limanowa nach Nowy Sącz, wo sie in die Bahnstrecke Tarnów–Leluchów einmündet.

## Geschichte
Die Strecke wurde insbesondere aus strategischen Gründen als österreichische Staatsbahn gebaut. Sie wurde am 16. Dezember 1884 eröffnet. Der Fahrplan von 1886 verzeichnete zwei Reisezugpaare. Die Fahrzeit für die gesamte Strecke von Chabówka nach Neu Sandez betrug drei Stunden und 56 Minuten.
Bedeutsam war vor allem der Güterverkehr, der zu einem bedeutenden wirtschaftlichen Aufschwung in der Region beitrug. In Limanova entstand eine Erdöl-Raffinerie, in Klęczany ein Steinbruch. Dazu kamen kleinere Unternehmen, wie zum Beispiel Sägewerke.
Im Ersten Weltkrieg erfüllte die Bahn im November und Dezember 1914 – wie bereits bei der Projektierung als Strategische Bahn vorgesehen – wichtige logistische Aufgaben im Zuge der Schlacht bei Limanowa–Lapanow.
Nach dem Zerfall Österreich-Ungarns infolge des Ersten Weltkrieges lag die Strecke auf dem Staatsgebiet der Zweiten polnischen Republik. Betreiber der Strecke waren ab 1926 die neugegründeten Polnischen Staatsbahnen (PKP).
Nach dem Überfall auf Polen lag die Strecke ab September 1939 im durch Deutschland besetzten Generalgouvernement. Betreiber der Strecke war bis zur Befreiung des Gebietes durch die Rote Armee im Januar 1945 die Generaldirektion der Ostbahn (Gedob). Der Sommerfahrplan 1941 verzeichnete vier durchlaufende Personenzugpaare von Chabowka nach Neu Sandez. Dazu kam ein Weiteres auf der Teilstrecke zwischen Limanowa und Neu Sandez.
Infolge der Kampfhandlungen am Ende des Zweiten Weltkrieges wurden ein Großteil der Brücken sowie die Bahnhöfe Chabówka, Rabka-Zaryte, Tymbark und Limanowa zerstört. Nach dem Zweiten Weltkrieg kam die Strecke wieder zu den PKP.
Eine Zeitlang diente die Strecke auch dem Personenfernverkehr. Zwischen 1975 und 1977 gab es den Schnellzug Cracovia zwischen Budapest und Zakopane. Dazu kam der Tatry-Ekspress von Warschau nach Zakopane mit Kurswagengruppe nach Krynica.

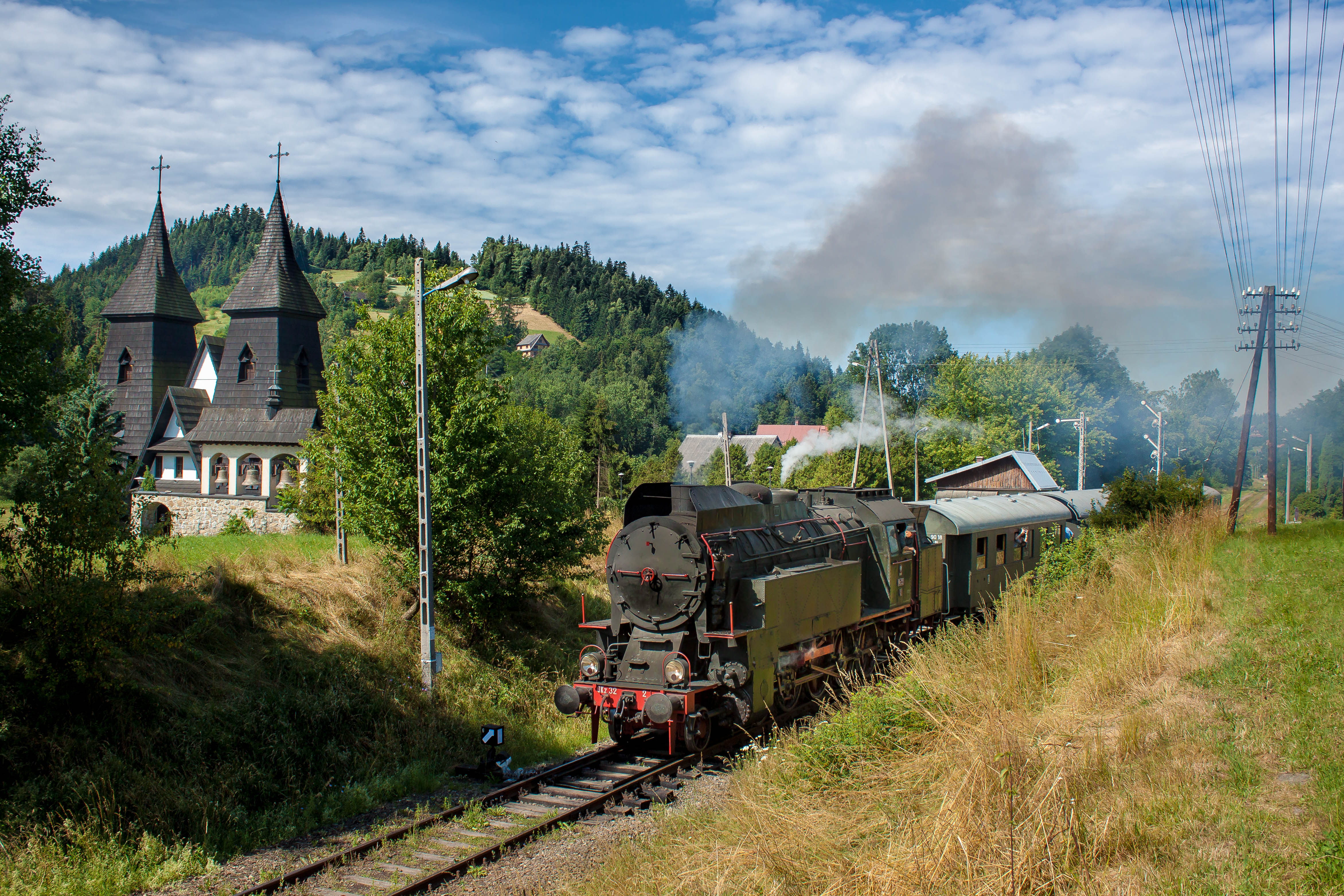
Touristenzug mit OKz32-2 in Rabka-Zaryte (2015)

Der Abschnitt Marcinkowice–Nowy Sącz wurde in den 1980er Jahren für den Güterverkehr elektrifiziert. Der elektrische Eisenbahnbetrieb wurde dort am 28. Mai 1986 eröffnet. Zum 11. Juni 1993 folgte noch der kurze Abschnitt Chabówka–Rabka-Zdrój.
Zwischen Rabka-Zdrój und Nowy Sącz wurde der Reiseverkehr am 22. März 2004 eingestellt. Bis Rabka-Zdrój wurde die Strecke fortan noch durch die zwischen Kraków und Zakopane verkehrenden Züge weiter bedient. Fortan verfiel die Strecke. Im Herbst 2015 gab der Streckenbetreiber PKP Polskie Linie Kolejowe bekannt, dass die Strecke wegen des abgängigen Oberbaues dringend instand gesetzt werden muss, ansonsten drohe die Gesamtstilllegung. Nach einigen Instandsetzungen war die Strecke ab 28. April 2016 wieder vollständig befahrbar.
Bedingt durch die Existenz des Museum für Fahrzeuge und Bahntechnik in Chabówka und die landschaftlich reizvolle Lage der Strecke in den Beskiden wurde bis 2022 insbesondere an den Sommerwochenenden ein Touristenverkehr mit Dampflokomotiven zwischen Chabówka und Kasina Wielka durchgeführt.

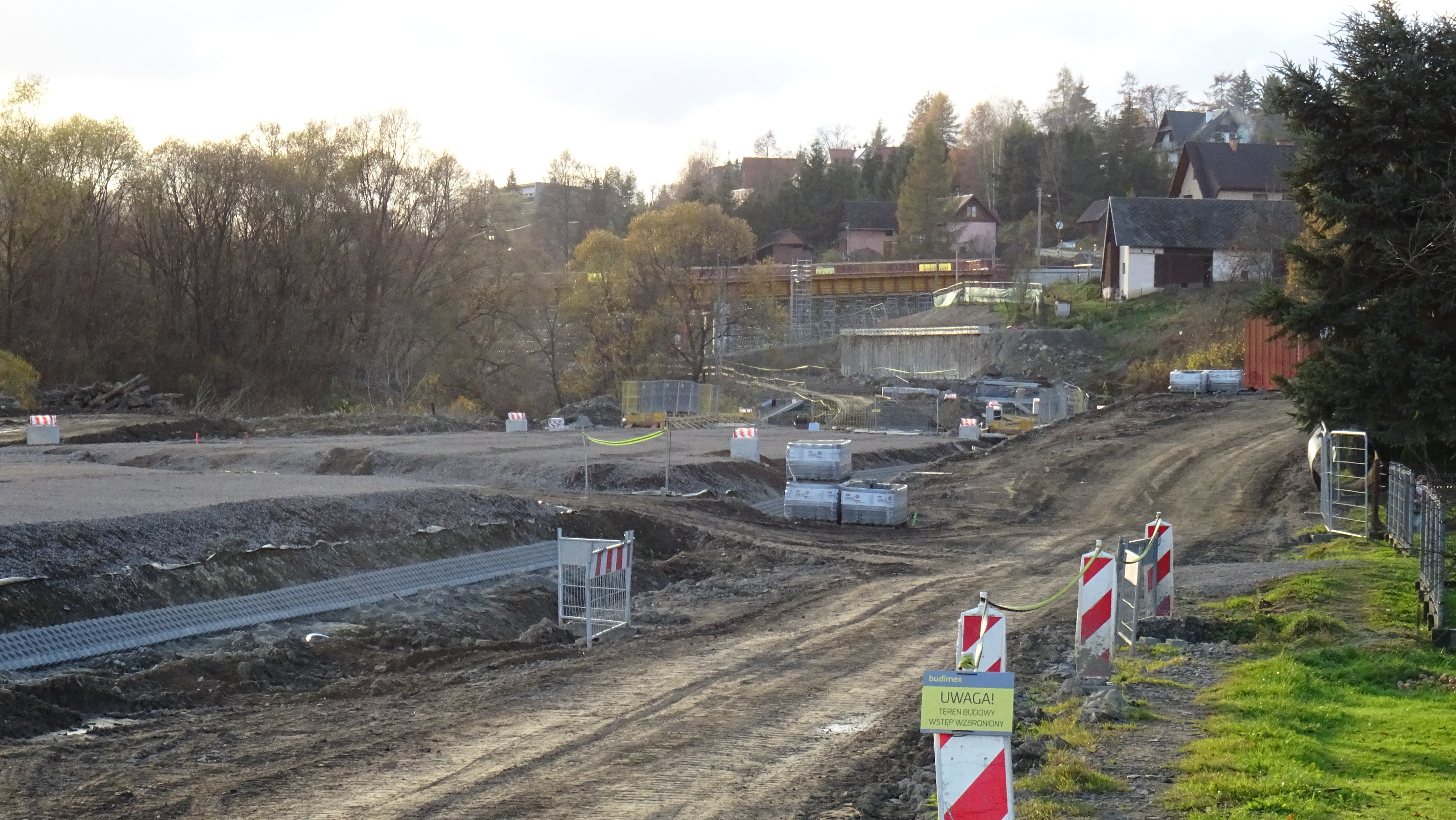
Bauarbeiten in Rabka Zaryte (2024)

Seit 2023 werden die Abschnitte Chabówka–Mszana Dolna und Klęczany–Nowy Sącz im Zusammenhang mit dem Neubau der Strecke Podłęże–Tymbark erneuert und elektrifiziert. Die neue Strecke soll mit der Hauptachse bei Tymbark einmünden, die abzweigende Trasse von Szczyrzyc bei Fornale. Die Fahrzeit der Reisezüge in der Relation Kraków–Zakopane soll nach Fertigstellung des Projektes von derzeit vier Stunden auf 90 Minuten sinken, in der Relation Kraków–Košice ist für die dann neu einzuführenden Fernzüge eine Reisezeit von etwa zwei Stunden bis zum slowakischen Grenzübergang Muszyna / Plaveč avisiert.
Im Juni 2024 wurde der Bau einer zweigleisigen Neubautrasse zwischen Limanowa und Klęczany begonnen, die den dortigen Gebirgspass in einem 3600 Meter langen Scheiteltunnel unterquert. Im April 2025 begannen die beauftragten Baufirmen Budimex und Gülermak mit der Erstellung der beiden Tunnelröhren. Die eingesetzten Tunnelbohrmaschinen tragen die Namen „Jadwiga“ und „Kinga“.

## Streckenbeschreibung
Die Strecke verläuft in West-Ost-Richtung durch die Beskid Wyspowy (deutsch Inselbeskiden). Sie beginnt in Chabówka und folgt bis Mszana Dolna dem Fluss Raba. Danach steigt die Bahn steil bis zum höchsten Punkt der Strecke bei Skrzydlna (608 m)
an, um dann im Gefälle bei Dobra auf das Tal des Flusses Łososina zu stoßen, dessen Verlauf sie bis Łososina Górna folgt. Im Weiteren verläuft die Strecke bis Limanowa im Tal der Sowlina. Nach Limanowa überwindet die Trasse einen weiteren Scheitelpunkt bei Pisarzowa. Bis Marcinkowice folgt die Strecke dem Tal des Smolnik, um bei Marcinkowice das Tal des Dunajec zu erreichen, dem sie bis Nowy Sącz folgt. Zwischen Nowy Sącz Chełmiec und Nowy Sącz wird der Dunajec mit einer mehrfeldrigen Stahlfachwerkbrücke überquert.

## Fahrzeugeinsatz

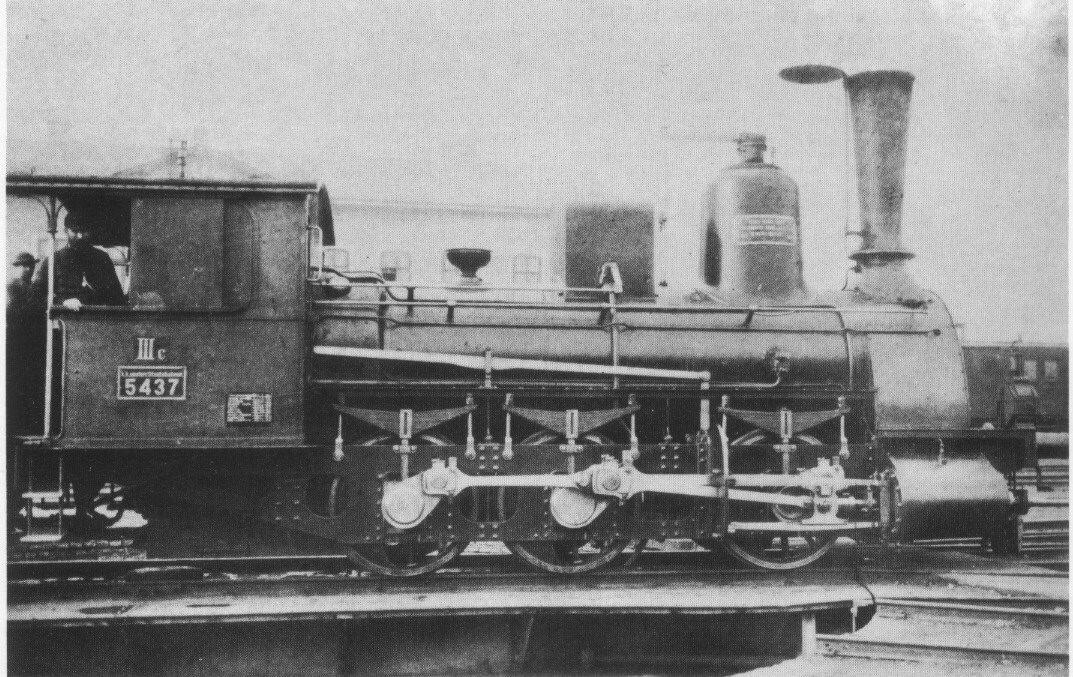
kkStB 54.37, beschafft für die Galizische Transversalbahn

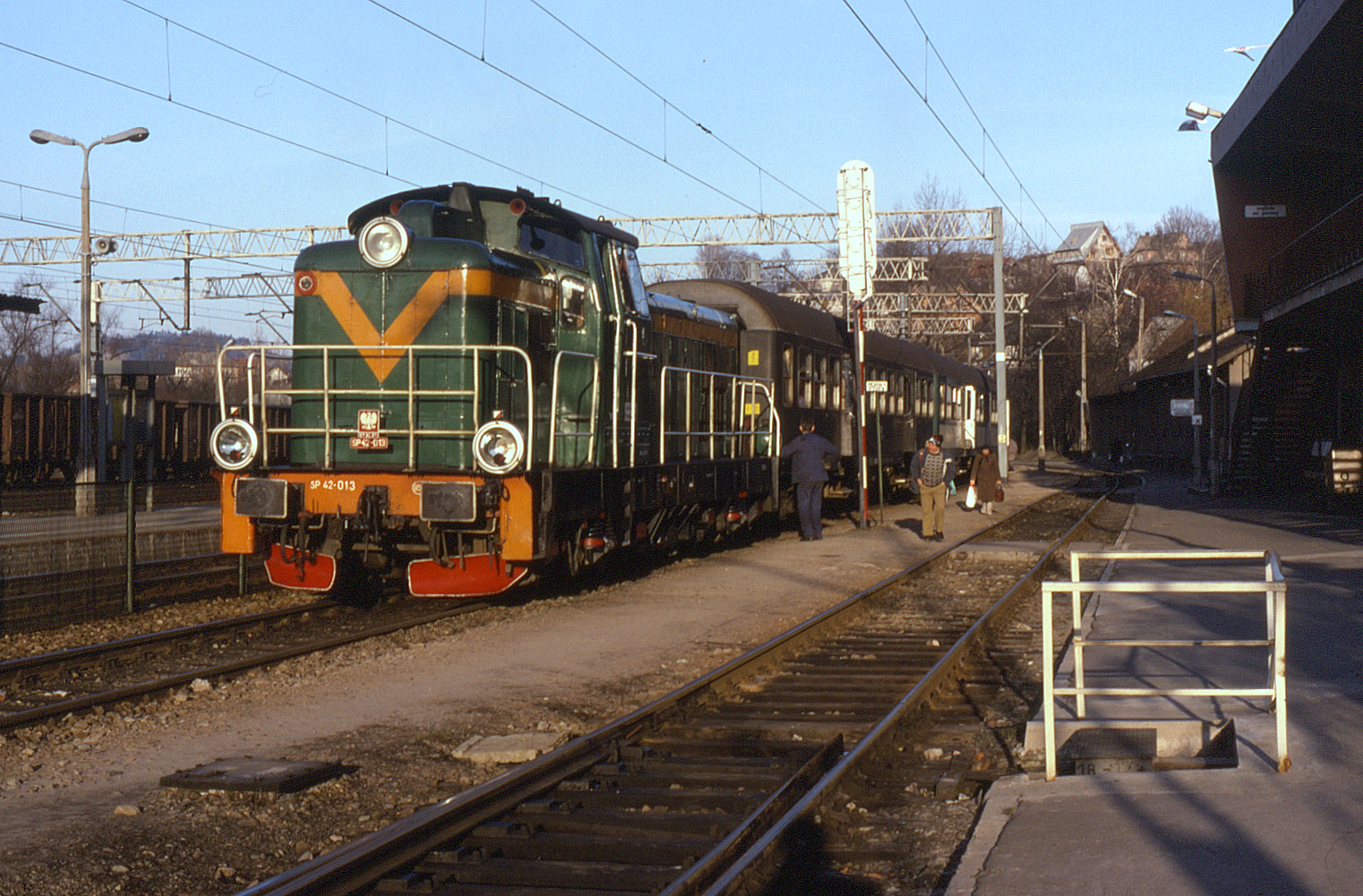
PKP-Baureihe SP42 (Chabówka; 1994)

Zu Beginn waren österreichische Maschinen der Dampflokomotivreihe kkStB 54 im Einsatz. Aufgrund der starken Steigung zum Scheitelpunkt bei Kasina Wielka wurden die Züge durch zusätzliche Lokomotiven unterstützt. Am Beginn der Steigungsabschnitte in Mszana Dolna und Dobra existierte jeweils eine Drehscheibe, weil die Lokomotiven Rauchkammer voraus fahren mussten. In Dobra gab es ein kleines Lokdepot. In den 1950er Jahren wurden aufgrund des Einsatzes stärkerer Maschinen diese Betriebspunkte in Mszana Dolna und Dobra entbehrlich.
Bis 1939 wurden die Züge fast ausschließlich von österreichischen Dampflokomotiven gezogen. Nach 1945 dominierte die Baureihe Ty2, welche auf der Strecke noch bis 1991 im regulären Einsatz vorzufinden war. Für Rangieraufgaben in Limanowa und Tymbark sowie leichte Güterzüge standen bis in die 1970er Jahre Maschinen der PKP-Baureihe Tr203 des Bahnbetriebswerkes Nowy Sącz zur Verfügung. Ab dem Ende des regulären Dampfbetriebes 1991 beherrschten überwiegend Diesellokomotiven der Baureihe SP42 den Betriebsalltag. Nach der Jahrtausendwende war kurzzeitig der Dieseltriebwagen SA104 im Dienst.
Das Freilichtmuseum für Schienenfahrzeuge in Chabówka setzte vor den Touristenzügen Dampflokomotiven der Baureihen OKz32, OL12, Tkt48 sowie Ty2 und Ty42 ein.